# Edwards v. Canada (Attorney General)
Edwards v. Canada (Attorney General) [1930] A.C. 124 – auch bekannt als Persons Case – ist ein kanadisch-britisches Gerichtsurteil, das bestimmte, dass Frauen kanadische Senatorinnen werden können.
Der Fall wurde von den kanadischen Famous Five: Nellie McClung, Henrietta Muir Edwards, Emily Murphy (1868–1933), Louise McKinney und Irene Parlby, angestrengt, die das Verfahren bis vor den Justizausschuss des Privy Council in London, damals die höchste Revisionsinstanz Kanadas, trugen.
Der Fall wurde am 1. Juni 1997, als „Persons Case“, durch die kanadische Regierung, vertreten durch den für das Historic Sites and Monuments Board of Canada zuständigen Minister, zu einem „nationalen historischen Ereignis“ erklärt.

## Hintergrund
Die Entscheidung fiel in eine Zeit, als die Frauenbewegung schon große Fortschritte erzielt hatte und in den meisten westlichen Nationen bereits das aktive Wahlrecht für Frauen durchgesetzt hatte. Die Famous Five hatten eine intensive Kampagne begonnen, die durchsetzen sollte, dass Frauen auch kanadische Senatorinnen werden konnten.
Zu dieser Zeit interpretierte die kanadische Regierung, in deren Hand die Ernennung von Senatoren lag, den British North America Act von 1867 so, dass die erforderlichen „qualifizierten Personen“ („qualified persons“) nur Männer sein konnten und Frauen somit vom Senat ausgeschlossen wären.
Aufgrund der Kampagne stellte der kanadische Justizminister 1928 dem Supreme Court of Canada die „reference question“, ob das Wort „Personen“ in Artikel 24 des British North America Acts auch „weibliche Personen“ beinhaltet.

## Entscheidung des Supreme Court of Canada
Die fünf Richter des Bundesgerichts entschieden, dass der Abschnitt „qualifizierte Personen“ sich in diesem Zusammenhang nur auf Männer beschränkt. Die von Richter Francis Alexander Anglin verfasste Entscheidung stellte fest, dass „Personen“ generell zwar durchaus Frauen einschließt, in dem speziellen Fall jedoch nicht.
Die Richter interpretierten den Abschnitt so, wie ihn die Verfasser des North America Acts 1867 intendierten. Damals war es unvorstellbar, dass Frauen einen Sitz im Parlament einnehmen könnten, was durch die Verwendung des männlichen Personalpronomens „he“ im ganzen Text unterstützt wird. Falls die Verfasser also auch Frauen als „qualifizierte Personen“ gemeint hätten, hätten sie dies explizit kenntlich gemacht.

## Entscheidung des Judicial Committee of the Privy Council
Die Famous Five trugen den Fall nach London vor das Judicial Committee of the Privy Council, damals die höchste Gerichtsinstanz für alle Gebiete des British Empire außerhalb der britischen Inseln. Dort entschied der Ausschuss am 29. Oktober 1929, dass der Abschnitt über die Personen durchaus so gelesen werden sollte, dass er auch Frauen einschließt. Die Entscheidung verfasste John Sankey, 1st Viscount Sankey.

### Living-Tree-Doktrin
Um zu dieser Entscheidung zu kommen, etablierte Sankey einen vollkommen neuen Ansatz, der sich seitdem zu einem fundamentalen Ansatz des kanadischen Verfassungsrechts entwickelt hat.

Der Britische North America Act pflanzte in Kanada einen lebenden Baum, der in der Lage ist, innerhalb seiner natürlichen Grenzen zu wachsen. Die Absicht des Gesetzes war es, Kanada eine Verfassung zu geben. Wie alle geschriebenen Verfassungen, hat sie sich durch Gebrauch und Konvention entwickelt.

Ihre Lordschaften empfinden es nicht als Pflicht dieses Gremiums – es ist ganz sicher nicht ihre Absicht – die Bestimmungen dieses Gesetzes durch eine enge und technische Interpretation zu beschneiden, sondern durch eine breite und liberale Interpretation, so dass das Dominion zu einem großen Teil, wenn auch innerhalb bestimmter Grenzen, Dame des Hauses sein kann, genau wie die Provinzen zu einem großen Teil, aber innerhalb bestimmter Grenzen, Damen des Hauses in ihren sind.

Durch diese Begründung wurde der Interpretationsansatz der „breite und liberale“ Interpretation der Verfassungs als Living-Tree-Doktrin bekannt.

### Entscheidung
Bei der Anwendung der Doktrin auf den Persons’ Case, kam Sankey zu der Entscheidung, dass der Ausschluss von Frauen aus öffentlichen Ämtern „ein Relikt barbarischerer Zeiten als der unseren ist. Und für jene, die fragen warum das Wort „Person“ Frauen einschließen sollte, ist die offensichtliche Antwort, warum sollte es nicht?“

## Folgen
Die Entscheidung durch den Privy Council hatte Bedeutung für das gesamte British Empire außerhalb der britischen Inseln und besonders für die kanadischen Frauen. Für die Frage, ob Frauen auch im britischen House of Lords sitzen konnten, hatte es keine Bedeutung, da dies außerhalb der Jurisdiktion des Privy Councils lag. Die Klägerin Emily Murphy (1868–1933), die Senatorin werden konnte, scheiterte allerdings daran, dass der Premierminister sie auch weiterhin nicht als Senatorin ernennen wollte. Allerdings ernannte er kein halbes Jahr nach der Entscheidung mit Cairine Wilson am 15. Februar 1930 die erste Frau zu einer Senatorin im kanadischen Senat.